# 王富
王富（？年—268年）， 為西晉初期在蜀郡江原、臨邛二縣發動王富之亂的主謀，後被江原方略吏李高打敗並擒獲，李高將之送往益州刺史董榮處，董榮將之斬首而事平。

## 生平
王富原為蜀中兵士。泰始四年(西元268年)因故犯罪，且因容貌頗似諸葛瞻，以諸葛瞻的名義打著反晉復漢為口號而造反。後轉侵臨邛縣。江原方略吏李高得知王富反叛後，率軍在臨邛一戰大破王富並生擒王富，後將王富交給益州刺史董榮，董榮隨即將王富處死，李高因此役後受提拔重用。